# Dóra Pásztory
Dóra Pásztory (Nagyatád, 4 de abril de 1984) es una deportista húngara que compitió en natación adaptada. Ganó cinco medallas en los Juegos Paralímpicos de Verano en los años 2000 y 2004.

## Palmarés internacional
| Juegos Paralímpicos | Juegos Paralímpicos | Juegos Paralímpicos | Juegos Paralímpicos |
| Año                 | Lugar               | Medalla             | Prueba              |
| ------------------- | ------------------- | ------------------- | ------------------- |
| 2000                | Sídney (Australia)  | Medalla de oro      | 200 m estilos SM8   |
| 2000                | Sídney (Australia)  | Medalla de bronce   | 100 m mariposa S8   |
| 2004                | Atenas (Grecia)     | Medalla de oro      | 200 m estilos SM8   |
| 2004                | Atenas (Grecia)     | Medalla de plata    | 100 m espalda S8    |
| 2004                | Atenas (Grecia)     | Medalla de plata    | 100 m mariposa S8   |